# Ковпитень
Ковпитень — річка у Іванківському районі Київської області, права притока Терняви (басейн Дніпра).

## Опис
Довжина річки приблизно 10  км. Висота витоку річки над рівнем моря — 148 м, висота гирла — 127 м, спад річки — 21 м, похил річки — 2,1 м/км. Формується з багатьох безіменних струмків та водойм.

## Розташування
Бере початок на східній околиці села Макарівки. Тече переважно на північний схід і в селі Русаки впадає в річку Терняву, ліву притоку Тетерева.